# Eszkaja írás

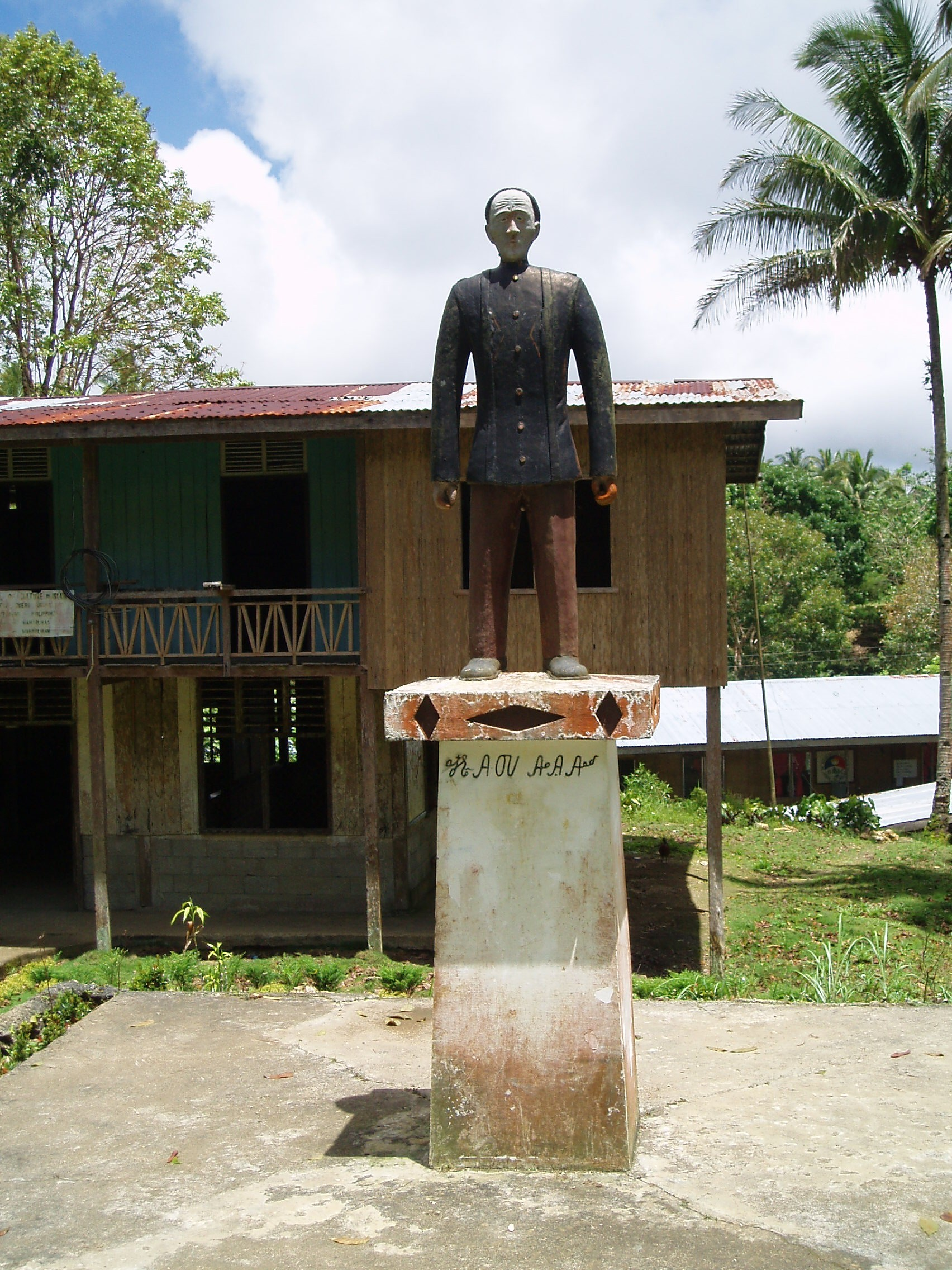
Mariano Datahan szobra eszkaja felirattal

Az eszkaja írás a Fülöp-szigeteki Bohol szigetén beszélt eszkaja nyelv mesterséges írásrendszere. A jugtun és a fox írásmódhoz hasonlóan a latin íráson alapul, körülbelül 1920-1937 között fejlesztették ki.[vitatott]
Az eszkaja nép és nyelv eredete pontosan nem ismert. Piers Kelly ausztrál nyelvész-antropológus kezdte őket tudományosan kutatni a 2000-es években. Az eszkaja írást érintő leghitelesebb információk Kelly publikált írásaiból származnak.
Az eszkaja írás szótagírás. Több mint 1000 szimbólumból áll. A szimbólumok alakja látszólag emberi testrészeket mintáz, de a legszembetűnőbb a jelek hasonlatossága a latin írott kis- és nagybetűkhöz. A legkorábbi ismert eszkaja nyelvű írásos dokumentum 1908-ból származik.
"Bár az írást a visayan (szebuano) – a Fülöp-szigetek déli részén széles körben használt nyelv – jelölésére használják, az eskayan vagy bisayan declarado néven emlegetett nyelvjárás leírására is alkalmas... az eszkaja nyelvet és annak írását körülbelül 550 ember használja korlátozott célokra Bohol szigetének délkeleti részén." – írja Kelly.
Az eszkaja írásrendszerben vannak jelek a V, CV, VC és CCV szótagok számára (ahol a CCV vagy CrV vagy ClV). A CVC típusú szótagok esetében a végső mássalhangzót mellékjelekkel írják. Az írásrendszer legfontosabb része a 46 jelből álló abidiha, vegyes betű/szótagírás rendszer; az első 25 jel alfabetikus, vagy mássalhangzóként, vagy /i/-re végződő szótagként működik. Az írásrendszer teljes jelkészlete körülbelül 1065 karakterből áll, a pontos szám a szövegtől függ, és néhány olyan szótagot is tartalmaz, amelyek valójában nem fordulnak elő a nyelvben.

## Fordítás
Ez a szócikk részben vagy egészben  az   Eskayan script című angol Wikipédia-szócikk ezen változatának fordításán alapul.  Az eredeti cikk szerkesztőit annak laptörténete sorolja fel. Ez a jelzés csupán a megfogalmazás eredetét és a szerzői jogokat jelzi, nem szolgál a cikkben szereplő információk forrásmegjelöléseként.